# Orthocladius curtiseta
Orthocladius curtiseta är en tvåvingeart som beskrevs av Ole Anton Saether 1973. Orthocladius curtiseta ingår i släktet Orthocladius och familjen fjädermyggor.
Artens utbredningsområde är British Columbia. Inga underarter finns listade i Catalogue of Life.